# Draize (Vaux)
Pour les articles homonymes, voir Draize (homonymie).
La Draize est un cours d'eau du département des Ardennes en région Grand Est et un affluent droit de la Vaux, c'est-à-dire un sous-affluent de la Seine par l'Aisne et l'Oise.

## Géographie
De 17,6 kilomètres de longueur, la Draize prend sa source sur la commune de Signy-l'Abbaye, près du croisement de la Route Forestière des Près Neufs et la Route Forestière de la Grande Terre, dans la forêt domaniale de Signy-l'Abbaye, à 198 mètres d'altitude. Il s'appelle aussi dans cette partie haute le ruisseau de Maimby.
Il coule globalement du nord-est vers le sud-ouest.
Il conflue sur la commune de Justine-Herbigny, près du lieu-dit le moulin de Justine, au nord-ouest du village de Justine, à 84 mètres d'altitude.
Les cours d'eau voisins sont, dans le sens des aiguilles d'une montre, l'Aube au nord, l'Audry au nord-est, la Vaux à l'est, au sud-est et au sud et au sud-ouest, la Doumely à l'ouest et l'Aube, la Serre et la Malacquise au nord-ouest.

### Communes et cantons traversés
Dans le seul département des Ardennes (08), la Draize traverse les cinq communes suivantes, dans le sens amont vers aval, de Signy-l'Abbaye (source), Montmeillant, Draize, Wasigny, Justine-Herbigny (confluence).
Soit en termes de cantons, la Draize traverse un cantons, prend source et conflue dans le même canton de Signy-l'Abbaye, dans les des deux arrondissement de Rethel et arrondissement de Charleville-Mézières.

## Hydronymie
Probablement de l'oil, d'origine gauloise, daraise , draise « réversoir d'un étang ».

### Toponymie
La Draize a un hydronyme homonyme au toponyme de la commune de Draize.

### Bassin versant
La Draize traverse une seule zone hydrographique La Vaux de sa source au confluent du Plumion (exclu) (H131) est de 171 km2. Ce bassin versant est composé à 76,20 % de « territoires agricoles », à 21,14 % de « forêts et milieux semi-naturels », à 2,45 % de « territoires artificialisés ». D'après la Banque Hydro, le bassin versant de la Draize est de 30,1 km2.

### Organisme gestionnaire
L'organisme gestionnaire est l'EPTB Entente Oise-Aisne, reconnue EPTB depuis le 15 avril 2010, sis à Compiègne. La Draize et la Vaux font partie du secteur hydrographique de l'Aisne moyenne.

## Affluents
La Draize a trois tronçons affluents référencés, deux affluents et un bras :
- le ruisseau des Viviers (rd) 2,1 km, sur la seule commune de Montmeillant, avec un affluent :
  - le ruisseau des Fonds (rd) 1,3 km, sur la seule commune de Montmeillant.
- le ruisseau de la Fontaine aux Poux (rd), 2,9 km, sur les deux communes de La Romagne et Signy-l'Abbaye[note 1], avec un affluent :
  - le ruisseau des Voicheux, ou cours d'eau 02 de Bel Air (rd), 1,5 km, sur la seule communes de La Romagne.
- un bras de la Draize (rg), 1,5 km sur la seule commune de Draize.

Le rang de Strahler est donc de trois.

## Hydrologie

### La Draize à Justine-Herbigny
La station H6233110 - La Draize à Justine-Herbigny, à 85 m d'altitude, est en service depuis le 12 mars 1998 .
Le module à Justine-Herbigny est de 0,399 m3/s.
Le régime hydrologique est donc de type régime pluvial océanique.

### Étiage ou basses eaux
À l'étiage, c'est-à-dire aux basses eaux, le VCN3, ou débit minimal du cours d'eau enregistré pendant trois jours consécutifs sur un mois, en cas de quinquennale sèche s'établit à 0,036 m3/s.

### Crues
Sur cette courte période d'observation, le débit journalier maximal a été observé le 2 janvier 2003 pour 15,20 m3/s. Le débit instantané maximal a été observé le même 3 janvier 2003 avec 19,90 m3/s en même temps que la hauteur maximale instantanée de 324 cm soit 3,24 m.
Le QIX 10 est de 19 m3/s et le QIX 20 est de 22 m3/s, alors que le QIX 2 est de 10 m3/s et le QIX 5 de 15 m3/s.

### Lame d'eau et débit spécifique
La lame d'eau écoulée dans cette partie du bassin versant de la rivière est de 420 millimètres annuellement, ce qui est supérieur d'un tiers à la moyenne en France. Le débit spécifique (Qsp) atteint 13,3 litres par seconde et par kilomètre carré de bassin.

## Pêche et AAPPMA
La Draize est couvert par l'AAPPMA Draize - la Draizienne. C'est un cours d'eau de première catégorie.

## Aménagements et écologie
Sur son cours en rencontre les lieux-dits le Moulin Vautier à Wasigny, le Gué et le Moulin, l'ancien moulin de Croanne à Draize, un Gué à Maimby sur la commune de Signy-l'Abbaye.
L'état écologique de la Draize est déjà signalé bon en 2010 et des études hydromorphologiques étaient en cours en 2010-2012.